# Giancarlo Carmona
Giancarlo Carmona Maldonado (ur. 12 października 1985 w Limie) – peruwiański piłkarz występujący najczęściej na pozycji prawego obrońcy, obecnie zawodnik FBC Melgar.

## Kariera klubowa
Carmona jest wychowankiem akademii juniorskiej Cantolao, jednak profesjonalną karierę rozpoczynał w zespole Alianza Atlético z siedzibą w mieście Sullana. W jego barwach zadebiutował w peruwiańskiej Primera División w sezonie 2007. W drużynie Alianzy spędził półtora roku, po czym przeszedł do stołecznego Universitario de Deportes, z którym już w pierwszych rozgrywkach – 2008 – wywalczył tytuł wicemistrzowski. Rok później, w sezonie 2009, zdobył za to mistrzostwo Peru. Wówczas także wziął udział w pierwszym międzynarodowym turnieju w karierze – Copa Libertadores, gdzie jednak odpadł już w fazie grupowej.
Wiosną 2011 Carmona został kupiony przez argentyński klub San Lorenzo de Almagro za sumę 380 tysięcy euro. W tamtejszej Primera División pierwszy mecz rozegrał 12 lutego 2011 w zremisowanej 1:1 konfrontacji z Gimnasią La Plata, natomiast premierowego gola strzelił 3 kwietnia tego samego roku w przegranym 1:2 pojedynku z Colónem. Szybko wywalczył sobie miejsce w podstawowym składzie San Lorenzo, jednak stracił je już po upływie sześciu miesięcy i w jesiennym sezonie Apertura 2011 tylko dwukrotnie pojawiał się na boisku. Po roku spędzonym w Argentynie powrócił do ojczyzny, podpisując umowę z Alianzą Lima.
| Sezon     | Klub                      | Kraj      | Rozgrywki        | Mecze | Bramki |
| --------- | ------------------------- | --------- | ---------------- | ----- | ------ |
| 2007      | Alianza Atlético          | Peru      | Primera División | 17    | 0      |
| 2008      | Alianza Atlético          | Peru      | Primera División | 14    | 1      |
| 2008      | Universitario de Deportes | Peru      | Primera División | 15    | 2      |
| 2009      | Universitario de Deportes | Peru      | Primera División | 24    | 2      |
| 2010      | Universitario de Deportes | Peru      | Primera División | 37    | 0      |
| 2010/2011 | San Lorenzo de Almagro    | Argentyna | Primera División | 15    | 1      |
| 2011/2012 | San Lorenzo de Almagro    | Argentyna | Primera División | 2     | 0      |
| 2012      | Alianza Lima              | Peru      | Primera División | 19    | 0      |
| 2013      | Sporting Cristal          | Peru      | Primera División | 8     | 0      |

## Kariera reprezentacyjna
W seniorskiej reprezentacji Peru Carmona zadebiutował 29 marca 2011 w zremisowanym 0:0 meczu towarzyskim z Ekwadorem. W tym samym roku został powołany przez selekcjonera Sergio Markariána na rozgrywany w Argentynie turniej Copa América, gdzie rozegrał trzy spotkania, natomiast Peruwiańczycy ostatecznie odpadli w półfinale, zajmując trzecie miejsce w rozgrywkach.